# مقاطعة سومرست (بنسلفانيا)
مقاطعة سومرست (بالإنجليزية: Somerset County, Pennsylvania)‏ هي إحدى مقاطعات ولاية بنسلفانيا في الولايات المتحدة. تأسست سنة 1795.

## أعلام
- أ. س. ليونز
- جون غيلمور
- ديفيد فيشر

## وصلات خارجية
- United States Counties